# Římskokatolická farnost sv. Ducha Opava
Římskokatolická farnost sv. Ducha Opava je územní společenství římských katolíků s farním kostelem svatého Ducha v Opavě.

## Kostely a kaple na území farnosti
- Kostel svatého Ducha v Opavě
- Kostel svatého Jana Křtitele a svatého Jana Evangelisty v Opavě
- Kaple Božského Srdce Páně v Opavě (Rooseveltova ul. 47)
- Kaple Panny Marie Lurdské v Opavě (Kylešovská ul. 8)